# 19號州際公路
19號州際公路（英語：Interstate 19，簡稱I-19）是美國州際公路系統的一部份，全部位於亞利桑那州。全長101.95（63.35英里），呈南北走向，連接位於墨西哥邊境的諾加利斯（與墨西哥15號聯邦公路相連）和圖森（與10號州際公路交匯）。19號州際公路是系統中唯一一條以公里數作為里程數計算依據的公路，出口編號亦使用公里數。